# آب‌انار (آبدانان)
آب‌انار، روستایی از توابع بخش کلات شهرستان آبدانان در استان ایلام است

## جمعیت
این روستا در دهستان آب‌انار قرار دارد و براساس سرشماری مرکز آمار ایران در سال ۱۳۸۵، جمعیت آن ۱٬۰۶۴ نفر (۱۷۹خانوار) بوده است.